# 陸氏宗祠 (沙崗村)
陆氏宗祠，位于中国广东省清远市英德市下石太镇沙岗村，为清远市英德市的一个市级文物保护单位，类型为古建筑，公布时间为1995年12月。
陆氏宗祠的历史年代为明代。